# Kreis Freital
Der Kreis Freital war ein Landkreis im Bezirk Dresden der DDR. Von 1990 bis 1994 bestand er als Landkreis Freital im Freistaat Sachsen fort. Sein Gebiet liegt heute im Landkreis Sächsische Schweiz-Osterzgebirge. Der Sitz der Kreisverwaltung befand sich in Freital.

## Geographie

### Lage
Am Nordrand des Osterzgebirges gelegen befand sich der Kreis Freital südwestlich der Bezirkshauptstadt Dresden. Der Kreis Freital grenzte im Uhrzeigersinn im Norden beginnend an die Kreise Meißen, Dresden-Land, Stadtkreis Dresden, Pirna, Dippoldiswalde und Freiberg.

### Landschaft und Naturraum
Im Süden und Südwesten reichen die nördlichen Ausläufer des Osterzgebirges in das ehemalige Kreisgebiet hinein. In dieser flachwelligen, überwiegend bewaldeten Landschaft erreichen die Bergkuppen Höhen von 350 bis 400 m. Aus dem Osterzgebirge kommend, hat sich die Wilde und Rote Weißeritz in diese Hochfläche eingeschnitten. Der Rabenauer Grund, ein reizvoller Talabschnitt der Roten Weißeritz bei Rabenau, ist seit 1961 Naturschutzgebiet. Beide Flüsse vereinen sich unterhalb des Rabenauer Grundes zur Weißeritz, deren Tal sich bald zum Döhlener Becken weitet. In diesem liegt die Stadt Freital. Im Südwesten erstrecken sich der als Landschaftsschutzgebiet ausgewiesene Tharandter Wald, ein wichtiges Naherholungsgebiet für die Dresdener Bevölkerung. Begünstigt durch gute Bodenverhältnisse ist dieses ausgedehnte Waldgebiet durch besonders prächtige Mischwaldbestände geprägt.
Nach Osten fällt die Erzgebirgsfläche mit einer deutlichen Stufe zur Dresdener Elbtalweitung ab, in die das östliche Kreisgebiet hineinreichte. Im Norden und Nordwesten des früheren Kreisgebiets geht das Gelände dagegen kaum merklich in das Mittelsächsische Lösshügelland mit Höhen um 300 m über. Hier bestimmen Ackerflächen auf fruchtbaren Böden das Landschaftsbild.

## Geschichte

### Bildung und Entwicklung
Der Kreis Freital entstand im Zuge der Kreisreformen in der DDR am 25. Juli 1952. Zwei Drittel der Gemeinden kamen aus dem alten Landkreis Dresden. Der Kreis wurde dem neugebildeten Bezirk Dresden zugeordnet. Kreissitz wurde die Stadt Freital. Den endgültigen Zuschnitt erhielt der Kreis Freital jedoch erst am 4. Dezember 1952. Folgende Landkreise (bis 1939 Amtshauptmannschaften) trugen mit ihren Gemeinden zur Kreisbildung bei:
- 12 Gemeinden aus dem Landkreis Dippoldiswalde:

Bärenklause-Kautzsch, Börnchen b. Possendorf, Gombsen, Karsdorf, Kleincarsdorf, Kreischa, Lungkwitz, Oelsa, Possendorf, Quohren, Spechtritz und Theisewitz
- 33 Gemeinden aus dem Landkreis Dresden:

Babisnau, Bannewitz, Braunsdorf b. Tharandt, Dorfhain, Fördergersdorf, Freital, Gaustritz, Golberode, Goppeln, Grillenburg, Grumbach, Hainsberg, Hänichen, Herzogswalde, Kauscha, Kesselsdorf, Kleinnaundorf b. Dresden, Kleinopitz, Klingenberg, Kurort Hartha, Lübau, Oberhermsdorf, Obernaundorf, Pesterwitz, Pohrsdorf, Rabenau, Rippien, Saalhausen b. Freital, Sobrigau, Somsdorf, Tharandt, Weißig und Wurgwitz
- 3 Gemeinden aus dem Landkreis Meißen:

Helbigsdorf, Kaufbach und Wilsdruff
- Eine Gemeinde aus dem Landkreis Freiberg:

Colmnitz
- Eine Gemeinde aus dem Landkreis Pirna:

Borthen
Sitz des Landratsamtes wurde das Rathaus Döhlen, in dem bereits 1921 die Stadt Freital gegründet worden war und das auch schon Sitz der Stadtverwaltung gewesen ist. Andere Einrichtungen des Kreises bezogen im Georg-Palitzsch-Hof ältere oder in der Weimarer Zeit errichtete Gebäude oder bekamen später Neubauten. Das Gesundheitsamt bezog 1990 die vorherige Kreisdienststelle des MfS an der Wilsdruffer Straße (heute Gelände der Ziegelei Eder).
Am 17. Mai 1990 wurde der Kreis auf Grundlage der neuen Kommunalverfassung der DDR in Landkreis Freital umbenannt. Im Zuge der Wiederbegründung des Freistaats Sachsen und der deutschen Wiedervereinigung wurde der Landkreis durch das Ländereinführungsgesetz Teil des Bundeslands Freistaat Sachsen.
Noch im Jahr 1990 wurde eine Partnerschaft zum Zollernalbkreis in Baden-Württemberg aufgenommen. Zum 1. Januar 1991 wurde der Landkreis Freital dem Regierungsbezirk Dresden unterstellt, der in seinen Abmessungen in etwa dem Bezirk Dresden in der DDR entsprach.
Bei der Kreisreform Sachsen 1994/1996 fusionierte der Landkreis Freital, ohne die Gemeinde Borthen und zunächst ohne die Stadt Wilsdruff, mit dem Landkreis Dippoldiswalde zum Weißeritzkreis.

### Gebietsänderungen
Durch Gemeindegebietsveränderungen und Umgliederungen über Kreisgrenzen hinweg sank die Zahl der Gemeinden bis auf 24 im Jahr 1990:
- 4. Dezember 1952: Umgliederung von Blankenstein und Limbach aus dem Kreis Meißen in den Kreis Freital
- 4. Dezember 1952: Umgliederung von Mohorn aus dem Kreis Freiberg in den Kreis Freital
- 1. Januar 1957: Eingliederung von Gaustritz in Golberode
- 20. Juni 1957: Eingliederung von Babisnau in Bärenklause-Kautzsch
- 1. April 1959: Eingliederung von Golberode und Kauscha in Goppeln
- 1. Januar 1964: Eingliederung von Hainsberg in die Stadt Freital
- 1. Januar 1970: Eingliederung von Börnchen b. Possendorf in Possendorf
- 2. Januar 1971: Eingliederung von Karsdorf in Oelsa
- 2. Januar 1971: Eingliederung von Quohren in Kreischa
- 1. Januar 1972: Eingliederung von Hänichen in Rippien
- 1. Januar 1973: Eingliederung von Fördergersdorf und Grillenburg in Hartha
- 1. Januar 1973: Eingliederung von Kaufbach in die Stadt Wilsdruff
- 1. Januar 1973: Eingliederung von Kleinopitz und Oberhermsdorf in Braunsdorf
- 1. Januar 1973: Eingliederung von Lungkwitz und Theisewitz in Kreischa
- 1. Januar 1973: Eingliederung von Saalhausen in die Stadt Freital
- 1. März 1973: Eingliederung von Spechtritz in die Stadt Rabenau
- 7. Oktober 1973: Eingliederung von Gombsen und Kleincarsdorf in Kreischa
- 1. Januar 1974: Eingliederung von Blankenstein in Helbigsdorf
- 1. Januar 1974: Eingliederung von Herzogswalde in Mohorn
- 1. Januar 1974: Eingliederung von Limbach in die Stadt Wilsdruff
- 1. Januar 1974: Eingliederung von Lübau und Obernaundorf in die Stadt Rabenau
- 1. Januar 1974: Eingliederung von Kleinnaundorf, Somsdorf, Weißig und Wurgwitz in die Stadt Freital

### Einwohnerentwicklung
Die folgenden Tabellen zeigen die Entwicklung der Einwohnerzahl des Kreisgebietes. Für den Zeitraum von 1939 bis 1950 basieren die Werte auf Schätzungen und Zusammenzählung der Einwohnerzahlen der Gemeinden, die 1952 Teil des Kreises wurden. Ab 1990 beziehen sich die Angaben auf den im Mai geschaffenen Landkreis Freital. Die Daten entstammen dem Statistischen Jahrbuch der Deutschen Demokratischen Republik bzw. den Angaben des Statistischen Landesamtes Sachsen.
| Datum             | Einwohner |
| ----------------- | --------- |
| 17. Mai 1939      | 94.328    |
| 29. Oktober 1946  | 108.858   |
| 31. August 1950   | 110.300   |
| 31. Dezember 1955 | 107.500   |
| 31. Dezember 1956 | 105.889   |
| 31. Dezember 1957 | 104.124   |
| 31. Dezember 1958 | 103.245   |
| 31. Dezember 1959 | 102.067   |
| 31. Dezember 1960 | 101.345   |
| 31. Dezember 1961 | 100.365   |

| Datum             | Einwohner |
| ----------------- | --------- |
| 31. Dezember 1962 | 99.485    |
| 31. Dezember 1963 | 98.696    |
| 31. Dezember 1964 | 98.422    |
| 31. Dezember 1965 | 98.522    |
| 31. Dezember 1966 | 98.468    |
| 31. Dezember 1967 | 97.882    |
| 31. Dezember 1968 | 97.291    |
| 31. Dezember 1969 | 96.471    |
| 31. Dezember 1970 | 95.785    |
| 31. Dezember 1971 | 94.534    |

| Datum             | Einwohner |
| ----------------- | --------- |
| 31. Dezember 1972 | 93.483    |
| 31. Dezember 1973 | 92.234    |
| 31. Dezember 1974 | 90.598    |
| 31. Dezember 1975 | 89.455    |
| 31. Dezember 1976 | 88.970    |
| 31. Dezember 1977 | 88.679    |
| 31. Dezember 1978 | 88.272    |
| 31. Dezember 1979 | 87.587    |
| 31. Dezember 1980 | 87.037    |
| 31. Dezember 1981 | 86.164    |
| 31. Dezember 1982 | 85.474    |

| Datum             | Einwohner |
| ----------------- | --------- |
| 31. Dezember 1983 | 84.797    |
| 31. Dezember 1984 | 83.311    |
| 31. Dezember 1985 | 82.357    |
| 31. Dezember 1986 | 81.381    |
| 31. Dezember 1987 | 80.666    |
| 31. Dezember 1988 | 79.885    |
| 31. Dezember 1989 | 78.318    |
| 31. Dezember 1990 | 76.248    |
| 31. Dezember 1991 | 74.970    |
| 31. Dezember 1992 | 74.484    |
| 31. Dezember 1993 | 73.853    |

Seit seiner Gründung 1952 sank die Einwohnerzahl des Kreises fast durchgängig. Nur von 1964 zu 1965 konnte eine Steigerung der Bevölkerungszahl erreicht werden. Am 31. August 1950 lebten auf dem späteren Kreisgebiet etwa 110.300 Menschen. Fünf Jahre später waren es noch 107.500. Die Grenze von 100.000 Einwohnern unterschritt der Kreis Freital zum 31. Dezember 1962. Damals lebten 99.485 Menschen im Kreisgebiet. Nach der kurzzeitigen Abschwächung des Bevölkerungsrückgangs Mitte der 1960er Jahre verlor der Kreis bald wieder über 800 und teils über 1200 Einwohner pro Jahr. Im Jahr 1974 lebten 1.700 Menschen weniger im Kreis Freital als im Vorjahr. Ende 1975 hatte der Kreis erstmals weniger als 90.000 Einwohner, 1988 erstmals weniger als 80.000 Einwohner. Die amtliche Einwohnerzahl vom 31. Dezember 1989 gab 78.318 im Kreis lebende Personen an, vier Jahre später waren es noch 73.853.

## Verwaltungsgliederung
Im Jahr 1990 kamen die 24 Gemeinden des Kreises Freital in den wiedergegründeten Freistaat Sachsen. Dies waren:
| AGS      | Gemeinde             | Einwohner (3. Okt. 1990) | Einwohner (31. Dez. 1990) | Fläche (31. Dez. 1990, ha) |
| -------- | -------------------- | ------------------------ | ------------------------- | -------------------------- |
| 14026010 | Bärenklause-Kautzsch | 256                      | 251                       | 319                        |
| 14026020 | Bannewitz            | 3.340                    | 3.340                     | 829                        |
| 14026050 | Borthen              | 545                      | 548                       | 507                        |
| 14026060 | Braunsdorf           | 1.501                    | 1.493                     | 592                        |
| 14026070 | Colmnitz             | 1.653                    | 1.652                     | 1.632                      |
| 14026080 | Dorfhain             | 1.254                    | 1.250                     | 625                        |
| 14026100 | Freital, Stadt       | 40.288                   | 40.033                    | 3.785                      |
| 14026120 | Goppeln              | 645                      | 637                       | 663                        |
| 14026140 | Grumbach             | 1.244                    | 1.270                     | 1.567                      |
| 14026160 | Kurort Hartha        | 2.288                    | 2.284                     | 5.062                      |
| 14026170 | Helbigsdorf          | 575                      | 574                       | 1.244                      |
| 14026210 | Kesselsdorf          | 631                      | 626                       | 388                        |
| 14026250 | Klingenberg          | 1.383                    | 1.399                     | 573                        |
| 14026260 | Kreischa             | 3.222                    | 3.199                     | 2.317                      |
| 14026300 | Mohorn               | 2.001                    | 1.959                     | 2.066                      |
| 14026330 | Oelsa                | 1.696                    | 1.691                     | 1.720                      |
| 14026340 | Pesterwitz           | 1.192                    | 1.183                     | 269                        |
| 14026350 | Pohrsdorf            | 322                      | 320                       | 317                        |
| 14026360 | Possendorf           | 1.902                    | 1.885                     | 839                        |
| 14026380 | Rabenau, Stadt       | 3.048                    | 3.036                     | 1.352                      |
| 14026390 | Rippien              | 1.027                    | 1.022                     | 437                        |
| 14026410 | Sobrigau             | 223                      | 221                       | 261                        |
| 14026440 | Tharandt, Stadt      | 2.555                    | 2.566                     | 1.745                      |
| 14026470 | Wilsdruff, Stadt     | 3.863                    | 3.809                     | 2.255                      |
| 14026000 | Landkreis Freital    | 76.654                   | 76.248                    | 31.366                     |

Inzwischen existieren auf dem früheren Gebiet des Kreises nur noch die Gemeinden Wilsdruff, Freital, Kreischa, Bannewitz, Rabenau, Tharandt, Dorfhain und Teile von Klingenberg.

## Wirtschaft und Infrastruktur
Freital gehörte zu den Industrielandkreisen am Rand des Ballungsraumes Oberes Elbtal, dessen Kern die Großstadt Dresden war. Der Schwerpunkt der Wirtschaft lag im Bereich der Schwerindustrie der Stadt Freital. Zentrum der Edelstahlerzeugung war der VEB Edelstahlwerk „8. Mai 1945“. Darüber hinaus wurden in Freital Produkte des Maschinenbaus, der Kamera-, Glas-, Porzellan-, Papier-, Textil-, Leder-, Möbel- und Bauindustrie hergestellt. Der ehemals bedeutsame Steinkohlenbergbau wurde 1959 eingestellt. In Wilsdruff wurden Gläser, Möbel, Fahrzeug- und Transportmaschinen hergestellt, in Tharandt entstanden Gehäuse für Fernsehgeräte. Das Wirtschaftsleben der Stadt Rabenau wurde von der traditionsreichen Sitzmöbelindustrie bestimmt. Im südlichen Kreisgebiet, im Osterzgebirge, war der Fremden- und Naherholungsverkehr von Bedeutung. Kurort Hartha bei Tharandt, Tharandt selbst, Grillenburg, Mohorn und Rabenau waren beliebte Erholungsorte. Die Landwirtschaft prägte das Wirtschaftsleben im Nordwesten. Hier wurde sowohl Getreide angebaut als auch Viehwirtschaft betrieben.
Der Landkreis besaß Verkehrsgunst durch die das Kreisgebiet im Norden berührende Autobahn Eisenach–Bautzen, durch die F 173, die von Karl-Marx-Stadt nach Dresden führte, und die Transitstrecke F 170 von Dresden zur ČSSR. Freital, Tharandt sowie Klingenberg und Colmnitz lagen an der Bahnstrecke Karl-Marx-Stadt–Dresden. Bis Anfang der 1970er Jahre waren zudem wesentliche Teile des Kreisgebiets mit den Schmalspurbahnen Klingenberg-Colmnitz–Frauenstein, Klingenberg-Colmnitz–Oberdittmannsdorf und Freital-Potschappel–Wilsdruff–Nossen erschlossen, diese wurden jedoch sukzessive stillgelegt. Lediglich die ebenfalls schmalspurige Weißeritztalbahn und die Potschappel-Hainsberger Verbindungsbahn überdauerten den Kreis Freital. Ebenso nur bis in die 1970er Jahre bestanden mit der Lockwitztalbahn, der Plauenschen Grundbahn und der Staatlichen Güterbahn Deuben Straßenbahnen im Kreisgebiet.

## Kfz-Kennzeichen
Den Kraftfahrzeugen (mit Ausnahme der Motorräder) und Anhängern wurden von etwa 1974 bis Ende 1990 dreibuchstabige Unterscheidungszeichen, die mit den Buchstabenpaaren RI und RJ begannen, zugewiesen. Die letzte oft für Motorräder genutzte Kennzeichenserie war YO 00-01 bis YO 50-00.
Anfang 1991 erhielt der Landkreis das Unterscheidungszeichen FTL.